# گلن پچینگ
گلن پچینگ (به انگلیسی: Glenn Patching) (زادهٔ ۱۲ آوریل ۱۹۵۸) شناگر اهل استرالیا است.